# Bořitov
Bořitov település Csehországban, a Blanskói járásban. Bořitov Obora, Rájec-Jestřebí, Doubravice nad Svitavou, Býkovice, Černá Hora, Lysice és Krhov településekkel határos. Lakosainak száma 1300 fő (2024. január 1.).

## Népesség
A település lakosságának változását az alábbi diagram mutatja:
| Lakosok száma | 910  | 1086 | 1260 | 1243 | 1222 | 1273 | 1318 | 1317 | 1228 | 1300 |
|               | 1869 | 1900 | 1921 | 1961 | 1980 | 2011 | 2016 | 2019 | 2021 | 2024 |